# Монтейг (Техас)
Монтейг (англ. Montague) — невключённая община и статистически обособленная местность в США, расположенная в северной части штата Техас, административный центр одноимённого округа. По данным переписи за 2010 год число жителей составляло 304 человека, по оценке Бюро переписи США в 2016 году в городе проживало 336 человек.

## История
Поселение было основано на территории, подаренной штатом в 1858 году и называлось в честь землемера и сенатора Дэниэла Монтейга. В 1860 году в поселении открылось почтовое отделение. В 1874 году начался выпуск первой газеты, Montague Frontier News. В 1880 году в городе работали единственные в округе мельницы. На тот момент в городе насчитывалось 400 жителей, 5 предприятий, три церкви и школа.
В 1886 году город получил устав и начал формировать органы местного управления, однако уже в 1900 году, согласно газете Montague Democrat, жители проголосовали за отмену местного самоуправления. В 1886 году местные бизнесмены попробовали спасти город от изоляции, начавшейся после того, как в регионе были построены две железные дороги, ни одна из которых не достигла Монтейга. Было построено около 13 километров ветки до города Буи, после чего деньги закончились. Строительство автомобильных дорог помогло Монтейгу сохранить статус торгового центра региона.

## География
Монтейг находится в центральной части округа, его координаты: 33°39′55″ с. ш. 97°43′15″ з. д..
Согласно данным бюро переписи США, площадь города составляет около 3,3 км2, полностью занятых сушей.

### Климат
Согласно классификации климатов Кёппена, в Монтейге преобладает влажный субтропический климат (Cfa).
| Показатель                    | Янв. | Фев. | Март | Апр. | Май  | Июнь | Июль | Авг. | Сен. | Окт. | Нояб. | Дек. | Год  |
| ----------------------------- | ---- | ---- | ---- | ---- | ---- | ---- | ---- | ---- | ---- | ---- | ----- | ---- | ---- |
| Абсолютный максимум, °C       | 20,7 | 24,8 | 28,4 | 33,6 | 37,8 | 40,9 | 40,7 | 38,9 | 37   | 31,4 | 24,7  | 19,2 | 40,9 |
| Средний суточный максимум, °C | 15,6 | 19,3 | 24,2 | 28,7 | 33,1 | 36,4 | 37   | 35,9 | 32,2 | 27,7 | 20,8  | 16,1 | 27,3 |
| Средняя температура, °C       | 6,3  | 9,5  | 14   | 18,4 | 23,4 | 27,5 | 28,5 | 27,7 | 23,9 | 18,6 | 11,6  | 7    | 18,1 |
| Средний суточный минимум, °C  | −3,1 | −0,3 | 3,8  | 8,1  | 13,8 | 18,6 | 20   | 19,5 | 15,6 | 9,3  | 2,3   | −2,2 | 8,8  |
| Абсолютный минимум, °C        | −6,2 | −3,9 | 0,6  | 5,1  | 10,8 | 15,9 | 17,4 | 17,6 | 12,2 | 4,5  | −2,8  | −7   | −7   |
| Норма осадков, мм             | 13   | 14   | 7    | 14   | 46   | 36   | 33   | 42   | 65   | 35   | 14    | 17   | 336  |
| Источник: weatherbase.com     |      |      |      |      |      |      |      |      |      |      |       |      |      |

## Население
Согласно переписи населения 2010 года в городе проживало 304 человека, было 111 домохозяйств и 76 семей. Расовый состав города: 95,1 % — белые, 1,3 % — афроамериканцы, 0,7 % — коренные жители США, 0,0 % — азиаты, 0,0 % (0 человек) — жители Гавайев или Океании, 3 % — другие расы, 0,0 % — две и более расы. Число испаноязычных жителей любых рас составило 8,2 %.
Из 111 домохозяйств, в 26,1 % живут дети младше 18 лет. 68,5 % домохозяйств представляли собой совместно проживающие супружеские пары (24,3 % с детьми младше 18 лет), в 7,2 % домохозяйств женщины проживали без мужей, в 5,4 % домохозяйств мужчины проживали без жён, 31,5 % домохозяйств не являлись семьями. В 30,6 % домохозяйств проживал только один человек, 11,7 % составляли одинокие пожилые люди (старше 65 лет). Средний размер домохозяйства составлял 2,28. Средний размер семьи — 2,74 человека.
Население города по возрастному диапазону распределилось следующим образом: 21,4 % — жители младше 20 лет, 26,6 % находятся в возрасте от 20 до 39, 34,3 % — от 40 до 64, 17,7 % — 65 лет и старше. Средний возраст составляет 41,3 года.
Согласно данным опросов пяти лет с 2012 по 2016 годы, средний доход домохозяйства в Монтейге составляет 44 500 долларов США в год, средний доход семьи — 47 031 доллар. Доход на душу населения в городе составляет 24 598 долларов. Около 14,8% семей и 11,3 % населения находятся за чертой бедности. В том числе 11,3 % в возрасте до 18 лет и 19,5 % в возрасте 65 и старше.

## Инфраструктура и транспорт
Основными автомагистралями, проходящими через Монтейг, являются:
- автомагистраль 59 штата Техас идёт с востока от Сент-Джо на юго-запад к Буи.
- автомагистраль 175 штата Техас начинается в Монтейге и идёт на север к городу Нокона.

Ближайшим аэропортом, выполняющим коммерческие рейсы, является муниципальный аэропорт Уичито-Фолс. Аэропорт находится примерно в 100 километрах к северо-западу от Монтейг.

## Образование
Город обслуживается двумя школьными округами. Независимый школьный округ Монтейг предоставляет обучение до девятого класса. С девятого класса и старше, ученики посещают школы независимого округа Нокона.